# Daniel Huber (Eishockeyspieler, 1985)
Daniel Huber (* 30. Juli 1985 in Straubing) ist ein deutscher Eishockeytorwart, der beim 1. EV Weiden in der Eishockey-Oberliga zwischen den Pfosten steht.

## Karriere
Huber spielte in der Jugend des EHC Straubing, wechselte als 19-Jähriger zum EV Regensburg und stand dort zunächst in der 1b-Mannschaft der Oberpfälzer auf dem Eis. 2004 ging der Torhüter zu den EHF Passau Black Hawks, mit denen ihm in der Saison 2006/07 die Meisterschaft in der Bayernliga gelang. Nach einem weiteren Jahr in Passau in der Oberliga kehrte der Linksfänger nach Regensburg zurück, wo er in der Saison 2007/08 für den EV Regensburg in der 2. Bundesliga zwischen den Pfosten stand. 2008 wechselte der gebürtige Straubinger zu den EHF Passau Black Hawks, zudem stand er von April 2008 bis 2011 mit einer Förderlizenz im Kader der Straubing Tigers aus der DEL.
Vor der Saison 2011/12 wechselte Daniel Huber zum Zweitliga-Aufsteiger SC Riessersee, wo er neben Leonhard Wild zwischen den Pfosten der Garmischer stand. Nachdem Hubers Vertrag beim SC Riessersee nicht verlängert worden war, wechselte er zum Oberliga-Aufsteiger Blue Devils Weiden.

## Erfolge und Auszeichnungen
- 2007 Meister der Bayernliga mit den EHF Passau Black Hawks
- 2007 Bester Torhüter der Bayernliga